# Сивушні масла
Сиву́шні масла́  — спирти високого порядку (більше двох атомів вуглецю), що виникають внаслідок спиртного бродіння вуглеводів рослинного походження. Найзагальнішими компонентами є ізоаміловий спирт, ізобутанол, 1- і 2-пропанол, в меншій кількості — жирні кислоти і фурфурол.
Сивушне масло — отруйні рідинні відходи (з різким неприємним запахом) рафінування етилового спирту; розчинне у воді та органічних розчинниках; найбільш ефективне в суміші з дизельним пальним 1:1; за високої мінералізації та температури ефективність падає; постачається в герметично закритих бочках і цистернах; недопустиме наливання в ємності з-під нафтопродуктів; токсичне, летке.
Хоча сивушні масла часто містяться у пиві, вині та інших алкогольних напоях, часто вони є дуже токсичними і мають неприємний запах. Через це від слова «сивуха» (погана саморобна горілка) і виникла назва цих речовин. Для очищення від сивушних масел, під час виготовлення питного спирту провадять його ректифікацію.
Якщо у ложку налити горілку, нагріти її запальничкою щоб рідина зажевріла, дати спирту вигоріти і понюхати рідину, що залишилася, можна відчути різкий і неприємний запах. Це означає, що в горілці у великій кількості містяться сивушні масла. Якщо об'ємна частка сивушних масел, що містяться в горілці, перевищує 0,1 %, то при розтиранні її між долонями з'являється специфічний запах. Чиста горілка такого запаху не має.